# Coleophora sabuletella
Coleophora sabuletella é uma espécie de mariposa do gênero Coleophora pertencente à família Coleophoridae.